# Liste der Stolpersteine in Quakenbrück
Diese Liste der Stolpersteine in Quakenbrück enthält Stolpersteine, die im Rahmen des gleichnamigen Projekts von Gunter Demnig in Quakenbrück verlegt wurden. Mit ihnen wird an die Quakenbrücker Opfer des Nationalsozialismus erinnert.

## Verlegte Stolpersteine
| Bild                                     | Person, Inschrift | Adresse                                               | Verlege- datum | weitere Informationen |
| ---------------------------------------- | --- | ----------------------------------------------------- | -------------- | --------------------- |
| Stolperstein für Philipp Reinsberg       | HIER WOHNTE PHILIPP REINSBERG JG. 1879 FLUCHT 1936 USA ÜBERLEBT                                                                     | Bahnhofstraße 38 ·                                    | 1. März 2014   |                       |
| Stolperstein für Frieda Reinsberg        | HIER WOHNTE FRIEDA REINSBERG JG. 1889 FLUCHT 1936 USA ÜBERLEBT                                                                      | Bahnhofstraße 38 ·                                    | 1. März 2014   |                       |
| Stolperstein für Hans Reinsberg          | HIER WOHNTE HANS REINSBERG JG. 1913 FLUCHT 1935 USA ÜBERLEBT                                                                        | Bahnhofstraße 38 ·                                    | 1. März 2014   |                       |
| Stolperstein für Fritz Reinsberg         | HIER WOHNTE FRITZ REINSBERG JG. 1921 FLUCHT 1936 USA ÜBERLEBT                                                                       | Bahnhofstraße 38 ·                                    | 1. März 2014   |                       |
| Stolperstein für Lazarus Cohen           | HIER WOHNTE LAZARUS COHEN JG. 1890 FLUCHT 1938 HOLLAND VERSTECKT GELEBT BEFREIT / ÜBERLEBT                                          | Farwicker Straße 20 ·                                 | 1. März 2014   |                       |
| Stolperstein für Elisabeth Cohen         | HIER WOHNTE ELISABETH COHEN GEB.STERNBERG JG. 1897 FLUCHT 1938 HOLLAND VERSTECKT GELEBT BEFREIT / ÜBERLEBT                          | Farwicker Straße 20 ·                                 | 1. März 2014   |                       |
| Stolperstein für Manfred Cohen           | HIER WOHNTE MANFRED COHEN JG. 1934 FLUCHT 1938 HOLLAND VERSTECKT GELEBT BEFREIT / ÜBERLEBT                                          | Farwicker Straße 20 ·                                 | 1. März 2014   |                       |
| Stolperstein für Fritz Cohen             | HIER WOHNTE FRITZ COHEN JG. 1936 FLUCHT 1938 HOLLAND VERSTECKT GELEBT BEFREIT / ÜBERLEBT                                            | Farwicker Straße 20 ·                                 | 1. März 2014   |                       |
| Stolperstein für Siegfried Hirsch        | HIER WOHNTE SIEGFRIED HIRSCH JG. 1881 FLUCHT 1938 ZYPERN ÜBERLEBT                                                                   | Gartenstraße 8 ·                                      | 1. März 2014   |                       |
| Stolperstein für Recha Hirsch geb.Hirsch | HIER WOHNTE RECHA HIRSCH GEB.HIRSCH JG. 1886 FLUCHT PALÄSTINA ÜBERLEBT                                                              | Gartenstraße 8 ·                                      | 1. März 2014   |                       |
| Stolperstein für Ruth Hirsch             | HIER WOHNTE RUTH HIRSCH JG.1911 FLUCHT 1935 PALÄSTINA ÜBERLEBT                                                                      | Gartenstraße 8 ·                                      | 1. März 2014   |                       |
| Stolperstein für Olga Hirsch             | HIER WOHNTE OLGA HIRSCH JG.1912 FLUCHT 1936 SÜDAFRIKA ÜBERLEBT                                                                      | Gartenstraße 8 ·                                      | 1. März 2014   |                       |
| Stolperstein für Henriette Hirsch        | HIER WOHNTE HENRIETTE HIRSCH JG.1914 FLUCHT HOLLAND INTERNIERT WESTERBORK DEPORTIERT 1944 BERGEN - BELSEN BEFREIT/ÜBERLEBT          | Gartenstraße 8 ·                                      | 1. März 2014   |                       |
| Stolperstein für Fritz Hirsch            | HIER WOHNTE FRITZ HIRSCH JG.1919 FLUCHT 1936 PALÄSTINA ÜBERLEBT                                                                     | Gartenstraße 8 ·                                      | 1. März 2014   |                       |
| Stolperstein für Elias Hirschberg        | HIER WOHNTE ELIAS HIRSCHBERG JG. 1873 FLUCHT 1938 SÜDAFRIKA ÜBERLEBT                                                                | Kreuzstraße 4 ·                                       | 1. März 2014   |                       |
| Stolperstein für Friederike Hirschberg   | HIER WOHNTE FRIEDERIKE HIRSCHBERG JG. 1873 FLUCHT 1938 SÜDAFRIKA ÜBERLEBT                                                           | Kreuzstraße 4 ·                                       | 1. März 2014   |                       |
| Stolperstein für Benno Frank             | HIER WOHNTE BENNO FRANK JG. 1912 FLUCHT 1935 SÜDAFRIKA ÜBERLEBT                                                                     | Goldstraße 16 ·                                       | 1. März 2014   |                       |
| Stolperstein für Hedwig Kohlberg         | HIER WOHNTE HEDWIG KOHLBERG GEB.SIMON JG. 1888 FLUCHT 1936 USA                                                                      | Lange Straße 1 ·                                      | 9. Nov. 2015   |                       |
| Stolperstein für Johanna Kronenberg      | HIER WOHNTE JOHANNA KRONENBERG JG. 1871 DEPORTIERT 1942 THERESIENSTADT TOT 14.8.1942                                                | Lange Straße 22 ·                                     | 22. Sep. 2011  |                       |
| Stolperstein für Leopold Simon           | HIER WOHNTE LEOPOLD SIMON JG. 1890 VERHAFTET 10.11.1938 BUCHENWALD ERMORDET 14.11.1938                                              | Farwicker Straße 2/ · Lange Straße 84 ·               | 22. Sep. 2011  |                       |
| Stolperstein für Erna Simon              | HIER WOHNTE ERNA SIMON GEB.GUMPRICH JG. 1895 DEPORTIERT 1942 ERMORDET IN MINSK                                                      | Farwicker Straße 2/ · Lange Straße 84 ·               | 22. Sep. 2011  |                       |
| Stolperstein für Ursula Simon            | HIER WOHNTE URSULA SIMON VERH. ROSENFELD JG. 1925 KINDERTRANSPORT 1939 ENGLAND ÜBERLEBT                                             | Farwicker Straße 2/ · Lange Straße 84 ·               | 22. Sep. 2011  |                       |
| Stolperstein für Hella Simon             | HIER WOHNTE HELLA SIMON VERH. HÄNDLER JG. 1923 KINDERTRANSPORT 1939 ENGLAND ÜBERLEBT                                                | Farwicker Straße 2/ · Lange Straße 84 ·               | 22. Sep. 2011  |                       |
| Stolperstein für Oskar Simon             | HIER WOHNTE OSKAR SIMON JG. 1886 HEIMATORT UNFREIWILLIG VERLASSEN 1940 DEPORTIERT 1941 LODZ ERMORDET 16.5.1942 CHELMNO              | St. Antoniort 21 ·                                    | 22. Sep. 2011  |                       |
| Stolperstein für Ruth Simon              | HIER WOHNTE RUTH SIMON JG. 1927 HEIMATORT UNFREIWILLIG VERLASSEN 1940 DEPORTIERT 1941 LODZ ERMORDET 16.5.1942 CHELMNO               | St. Antoniort 21 ·                                    | 22. Sep. 2011  |                       |
| Stolperstein für Alice Simon             | HIER WOHNTE ALICE SIMON GEB. BERG JG. 1896 HEIMATORT UNFREIWILLIG VERLASSEN 1940 DEPORTIERT 1941 LODZ ERMORDET 16.5.1942 Chelmno    | St. Antoniort 21 ·                                    | 22. Sep. 2011  |                       |
| Stolperstein für Walter Neublum          | HIER WOHNTE WALTER NEUBLUM JG. 1904 FLUCHT 1939 BELGIEN ÜBERLEBT                                                                    | Synagogenplatz · Kreuzstraße/Friedrich-Ebert-Straße · | 22. Sep. 2011  |                       |
| Stolperstein für Resi Neublum            | HIER WOHNTE RESI NEUBLUM JG. 1930 FLUCHT 1939 BELGIEN TOT 1940 AN DEN FOLGEN DER FLUCHT                                             | Synagogenplatz · Kreuzstraße/Friedrich-Ebert-Straße · | 22. Sep. 2011  |                       |
| Stolperstein für Selma Neublum           | HIER WOHNTE SEMA NEUBLUM JG. 1904 FLUCHT 1939 BELGIEN INTERNIERT MECHELEN DEPOTTIERT ERMORDET IN AUSCHWITZ                          | Synagogenplatz · Kreuzstraße/Friedrich-Ebert-Straße · | 22. Sep. 2011  |                       |
| Stolperstein für Ernst Beer              | HIER WOHNTE ERNST BEER JG. 1881 HEIMATORT UNFREIWILLIG VERLASSEN 1940 DEPORTIERT 1941 ŁODZ ERMORDET 8.9.1942 CHEŁMNO                | Wilhelmstraße 13 ·                                    | 22. Sep. 2011  |                       |
| Stolperstein für Gitella Beer            | HIER WOHNTE GITELLA BEER JG. 1913 HEIMATORT UNFREIWILLIG VERLASSEN 1940 DEPORTIERT 1941 LODZ ERMORDET 8.9.1942 CHELMNO              | Wilhelmstraße 13 ·                                    | 22. Sep. 2011  |                       |
| Stolperstein für Anna Beer               | HIER WOHNTE ANNA BEER GEB. BARUCH JG. 1869 HEIMATORT UNFREIWILLIG VERLASSEN 1940 DEPORTIERT 1941 LODZ ERMORDET 8.9.1942 CHELMNO     | Wilhelmstraße 13 ·                                    | 22. Sep. 2011  |                       |
| Stolperstein für Julia Kaufmann          | HIER WOHNTE JULIA KAUFMANN JG. 1862 DEPORTIERT 1941 LODZ ERMORDET 19.4.1942                                                         | Wilhelmstraße 14 ·                                    | 22. Sep. 2011  |                       |
| Stolperstein für Max Kosses              | HIER WOHNTE MAX KOSSES JG. 1891 FLUCHT 1935 SÜDAFRIKA ÜBERLEBT                                                                      | Wilhelmstraße 28 ·                                    | 1. März 2014   |                       |
| Stolperstein für Adolf Kosses            | HIER WOHNTE ADOLF KOSSES JG. 1917 FLUCHT 1938 SÜDAFRIKA ÜBERLEBT                                                                    | Wilhelmstraße 28 ·                                    | 1. März 2014   |                       |
| Stolperstein für Helene Kosses           | HIER WOHNTE HELENE KOSSES JG. 1891 FLUCHT 1936 SÜDAFRIKA ÜBERLEBT                                                                   | Wilhelmstraße 28 ·                                    | 1. März 2014   |                       |
| Stolperstein für Lina Simon              | HIER WOHNTE LINA SIMON GEB. FRANK JG. 1862 FLUCHT 1939 SÜDAMERIKA ÜBERLEBT                                                          | Wilhelmstraße 33 · Hasestraße 6 ·                     | 22. Sep. 2011  |                       |
| Stolperstein für Sigmund Simon           | HIER WOHNTE SIGMUND SIMON JG. 1897 FLUCHT 1936 SÜDAMERIKA ÜBERLEBT                                                                  | Wilhelmstraße 33 · Hasestraße 6 ·                     | 22. Sep. 2011  |                       |
| Stolperstein für Else Gerson             | HIER WOHNTE ELSE GERSON GEB. SIMON JG. 1895 FLUCHT 1939 HOLLAND INTERNIERT WESTERBORK DEPORTIERT 1943 AUSCHWITZ ERMORDET 11.10.1944 | Wilhelmstraße 33 · Hasestraße 6 ·                     | 22. Sep. 2011  |                       |
| Stolperstein für Betty Gerson            | HIER WOHNTE BETTY GERSON VERH. HERMANN JG.1920 FLUCHT 1939 HOLLAND INTERNIERT WESTERBORK RAVENSBRÜCK BEFREIT/ÜBERLEBT               | Wilhelmstraße 33 · Hasestraße 6 ·                     | 22. Sep. 2011  |                       |